# Операизам
Операизам је једна марксистичка струја настала у Италији шездесетих година двадесетог века. Назив је изведен из италијанске речи operaio односно operaia (радник односно радница). Операистичка теорија полази увек од поставке, за разлику на пример од критике вредности, да су то увек борбени субјекти који у друштвеним борбама стварају историју. „Аутономном субјекту капиталу“, што је израз инспирасан критиком вредности из критичке теорије Хоркајмера и Адорна супротстављају „аутономни субјект радника“ у борби. 

## Настанак теорије

### Теоретска полазна тачка
Теоретска полазна тачка био је часопис "Quaderni Rossi" (Црвене свеске, ит.) који је почетком шездесетих зачео Раниеро Панциери, између осталих. Насупрот начину читања Марксове теорије по историјском кључу на који је утицао Антонио Грамши, у „Црвеним свескама“ је фокус усмерен на фактор дисциплине. Развој производних снага не подлеже аутоматски неком историјском закону (историјски детерминизам), већ је нужно прожет сталним дисциплинирањем и управљањем особа у радном процесу. Због тога је то терен на коме могу да настану борбе за превазилажење капитализма. Одбијање рада, лажно боловање, саботаже и забушавање на радном месту растурају неопходну дисциплину, ометају развој продуктивних снага и доводе до криза и потенцијалне револуције. Као средство за стварање свести и агитације операисти су употребили „радничке анкете“, концепт који је већ Маркс развио. Партиципативна анализа „класног састава“ у тзв. „милитантним истраживањима“ од стране или заједно са радницима требало би да развије специфичну тачку зачетка ефективних борби. 

### Историјска полазна тачка
Операизам у Италији је настао у ситуацији у којој млади радници нису више осећали да их заступају тадашња комунистичка партија и синдикати, јер их нису нису интересовали конкретни проблеми са фабричком дисциплином и што су покушавали да се уклопе у систем. Тако је дошло до многих дивљих штрајкова из којих је проистекао један широки друштвени покрет. Масовни замах друштвених покрета "оловне јесени" 1969. довео је на сцену поред „масовног радника“ и нове субјекте. Из теоретске и практичне критике било градских индијанаца, феминиста или других друштвених актера настала је теза о "operaio/a sociale" (друштвеном раднику, ит.). Оваква фигура била је у цетру теорије и праксе Аутономије после распада ултралевичарских организација почетком седамдесетих. Покрет аутономаша деловао је децентралистички, разноврсно и милитантно. Након што су поново плануле друштвене борбе 1977., италијанска држава је масовно прогонила и на крају растурила покрет укључујући ту и криминализацију (директна веза између оружаних група као што су Црвене бригаде и аутономаша била је исконструисана од стране државе и медија). Хиљаде људи је ухапшено под оптужбом за тероризам или већ само због симпатије са терористима. 

### Теоретичари
Раниеро Панциери, Марио Тронти, Романо Алкати, Антонио Негри, Серђо Болоња, Данијел Монталди

### Постопераизам
Постопераизам прати традицију италијанског операизма, али повезује његов приступ са теоретским аспектима француског постструктурализма. Главни појмови постопераизма су империја, био-моћ и био-политика, иматеријални рад, мноштво и суверенитет.
Познати заступници су Антонио Негри, Мајкл Харт и Маурицио Лацарато.